# 吳鈴山
吳鈴山（1972年2月27日—）是臺灣男演員。

## 經歷
1987年開始在國片《咱們都是台灣人》演出。
1989年開始活躍於電視連續劇，首部參演之連續劇是中視《鋤頭博士》，隔年底在華視《愛》演出康安一角，將患有腦性麻痺的康安飾演地唯妙唯肖，因此聲名大噪。後來「康安」也成了傻子的代名詞。
1994年更因《梅珍》一片於聖地牙哥首屆國際影展獲得最佳男配角。
2015年與妻子黃崇蘭一同擔任大愛長情劇展《當我們同在一起》的製作人。

## 電影
| 年份 | 片名                       | 角色   | 導演   |
| 1988 | 《天下第一班》             | 503    | 林清介 |
| 1989 | 《咱們都是台灣人》         |        | 傅清華 |
| 1994 | 《梅珍》                   | 亨利   | 劉家昌 |
| 1997 | 公視人生劇展《車票》       | 蔡警官 | 林君城 |
| 2012 | 公視人生劇展《遺失的美好》 | 廖銘賢 | 謝準良 |
| 2021 | 公視《顧巢．抾箬仔》       | 陸建發 | 王傳宗 |
| 2025 | 《突破 三千米的泳氣》      |        | 安景鴻 |

## 電視劇
| 年份   | 頻道             | 劇名                              | 角色         |
| 1989年 | 中視             | 《鋤頭博士》                      | 林增堃       |
| 1990年 | 華視             | 《愛》                            | 丁康安       |
| 1992年 | 華視             | 《緣》                            | 丁康安       |
| 1993年 | 中視             | 《無盡的愛》                      | 銹斗         |
| 1993年 | 華視             | 《包青天》                        | 小裘         |
| 1997年 | 台視             | 《根》                            | 阿露米       |
| 1997年 | 台視             | 《巧娘》                          | 阿洛         |
| 1999年 | 華視             | 《台灣靈異事件》-鬼帖             | 周建成       |
| 1999年 | 華視             | 《台灣靈異事件》-五戒             | 羅文斌       |
| 1999年 | 華視             | 《台灣靈異事件》-憐鬼             | 許文順       |
| 1999年 | 華視             | 《台灣靈異事件》-忠狗與人魔的戰爭 | 洪彥夫       |
| 1999年 | 華視             | 《台灣怪談》-雞蛋妹               | 唐小明       |
| 1999年 | 華視             | 《台灣怪談》-木精靈               | 阿丁         |
| 1999年 | 華視             | 《台灣怪談》-人賣鬼               | 鬼王李       |
| 2000年 | 華視             | 《台灣靈異事件》-八仙過海         | 陳遠定       |
| 2000年 | 民視             | 《民視劇場》-刈香                 | 潘萬立       |
| 2001年 | 台視             | 《一生緣》                        | 玉清         |
| 2002年 | 台視             | 《素心蘭》                        | 高安安       |
| 2002年 | 中視             | 《心事誰人知》                    | 吴志明陈志明 |
| 2002年 | 華視             | 《愛上總經理》                    | 阿發         |
| 2003年 | 大愛電視台       | 《美麗的歌》                      | 編劇         |
| 2003年 | 大愛電視台       | 《四重奏》                        | 秦良雄       |
| 2003年 | 華視             | 《U-Touch四號宿舍》               | 江阿寶       |
| 2003年 | 台視             | 《再見阿郎》                      | 孫鴻鳴       |
| 2003年 | 公視             | 《家》                            | 林福來       |
| 2004年 | 中視             | 《世間人》                        | 吳建華       |
| 2005年 | 民視             | 《浪淘沙》                        | 彭立         |
| 2005年 | 公視             | 《再見，忠貞二村》                | 蔡有財       |
| 2006年 | 公視             | 《祖師爺的女兒》                  | 江隆盛       |
| 2007年 | 大愛電視台       | 《春暖花蓮》                      | 孫俊煌       |
| 2007年 | 台視             | 《星星知我心2007》                | 楊連勝       |
| 2008年 | 客家電視台       | 《女仨的婚事》                    | 黃學甫       |
| 2008年 | 大愛電視台       | 《矽谷阿嬤》                      | 施學焜       |
| 2008年 | 大愛電視台       | 《愛，有你來作伴》                | 周玉坤       |
| 2009年 | 大愛電視台       | 《芳草碧連天》                    | 高生         |
| 2009年 | 大愛電視台       | 《幸福的起點》                    | 祝志雄       |
| 2011年 | 大愛電視台       | 《茶是顧香濃》                    | 藍乾生       |
| 2011年 | 大愛電視台       | 《讓愛飛翔》                      | 楊濬光       |
| 2011年 | 大愛電視台       | 《我愛美金》                      | 徐光慶       |
| 2012年 | 大愛電視台       | 《陪你看天星》                    | 李朝森       |
| 2012年 | 大愛電視台       | 《慈悲的滋味》                    | 紀邦         |
| 2012年 | 大愛電視台       | 《家好月圓》                      | 林中信       |
| 2013年 | 大愛電視台       | 《明天更美麗》                    | 康醫師       |
| 2013年 | 大愛電視台       | 《打開心窗》                      | 張維麟       |
| 2014年 | 大愛電視台       | 《紅塵驛站》                      | 郭得明       |
| 2014年 | 大愛電視台       | 《牽你的手 走愛的路》             | 林文生       |
| 2014年 | 大愛電視台       | 《情牽巧藝坊》                    | 莊清華       |
| 2014年 | 三立台灣台       | 《世間情》                        | 朱勝武       |
| 2014年 | 中視             | 《謊言遊戲》                      | 小中         |
| 2014年 | 大愛電視台       | 《河畔卿卿》                      | 吳由鏘       |
| 2015年 | 三立台灣台       | 《甘味人生》                      | 朱火爐張火爐 |
| 2016年 | 大愛電視台       | 《人生逆轉勝》                    | 陳濂僑       |
| 2016年 | 三立台灣台       | 《紫色大稻埕》                    | 楊肇嘉       |
| 2016年 | 台視             | 《700歲旅程》                     | 陳振欣       |
| 2017年 | 華視             | 《春風愛河邊》                    | 林逢春       |
| 2019年 | 三立台灣台       | 《炮仔聲》                        | 周永誠       |
| 2019年 | 華視             | 《最佳利益》                      | 黃正勝       |
| 2019年 | 公視             | 《苦力》                          | 陳榮貴       |
| 2020年 | 三立台灣台       | 《戲說台灣》-潛水媽挽姻脂蟲       | 千里眼       |
| 2022年 | 衛視中文台       | 《如果花知道》                    | 張力舜       |
| 2022年 | 三立台灣台       | 《一家團圓》                      | 鄒鎮安       |
| 2023年 | 公視             | 《牛車來去》                      | 福州師       |
| 2024年 | 大愛電視台       | 《你準備萌芽了嗎？》              | 舅舅         |
| 2025年 | 華視、公視台語台 | 《火車來去》                      | 王松         |
| 2025年 | 大愛電視台       | 《九如一家人》                    | 鄭文祥       |

## 獎項紀錄
| 年份   | 頒獎典禮             | 獎項       | 入圍                 | 結果 |
| ------ | -------------------- | ---------- | -------------------- | ---- |
| 1994年 | 聖地牙哥首屆國際影展 | 最佳男配角 | 《梅珍》             | 獲獎 |
| 2003年 | 第38屆金鐘獎         | 最佳男配角 | 公視－《家》         | 提名 |
| 2010年 | 第45屆金鐘獎         | 最佳男配角 | 大愛－《芳草碧連天》 | 提名 |

## 外部連結
- 吳鈴山家族的Facebook專頁
- 吳鈴山在互联网电影资料库（IMDb）上的資料（英文）
- 吳鈴山在香港影庫上的簡介